# Атенс (Тенеси)
Атенс (енгл. Athens) град је у америчкој савезној држави Тенеси.

## Демографија
По попису из 2010. године број становника је 13.458, што је 238 (1,8%) становника више него 2000. године.
| Група             | 2000.          | 2010.          |
| Белци             | 11.247 (85,1%) | 11.065 (82,2%) |
| Афроамериканци    | 1.232 (9,3%)   | 1.093 (8,1%)   |
| Азијати           | 182 (1,4%)     | 221 (1,6%)     |
| Хиспаноамериканци | 398 (3,0%)     | 709 (5,3%)     |
| Укупно            | 13.220         | 13.458         |